# Великобритания на летних Олимпийских играх 1980
Великобритания, в отличие от США, рискнула отправить своих спортсменов на Олимпийские игры в Москве, однако они выступали под олимпийским флагом. Британцы выиграли 5 золотых, 7 серебряных и 9 бронзовых наград (итого 21 награда), а в неофициальном общекомандном зачёте стали девятыми. Бо́льшая часть медалей была выиграна в лёгкой атлетике и плавании, однако в активе также есть медали в академической гребле и даже дзюдо.

## Медалисты

### 01!Золото
- Аллан Уэллс (бег на 100 м, мужчины)
- Стив Оветт (бег на 800 м, мужчины)
- Себастьян Коу (бег на 1500 м, мужчины)
- Дейли Томпсон (десятиборье, мужчины)
- Данкан Гудхью (плавание на 100 м брассом, мужчины)

### 02!Серебро
- Аллан Уэллс (бег на 200 м, мужчины)
- Себастьян Коу (бег на 800 м, мужчины)
- Нейл Адамс (дзюдо, до 71 кг)
- Данкан Макдугалл, Алан Уитвелл, Генри Клэй, Крис Махоуни, Эндрю Джастис, Джон Притчард, Малкольм Макгоуэн, Ричард Стэнхоуп, Колин Мойнихэн (академическая гребля, мужчины, восьмёрка)
- Фил Хаббл (плавание на 200 м баттерфляем, мужчины)
- Шэрон Дэвис (плавание на 400 м комплексное, женщины)
- Хелен Джеймесон, Маргарет Келли, Энн Осгерби, Джун Крофт (плавание 4×100 м, комбинированная эстафета, женщины)

### 03!Бронза
- Стив Оветт (бег на 1500 м, мужчины)
- Гэри Оукс (бег на 400 м, мужчины)
- Хизер Хант, Кэти Смоллвуд-Кук, Беверли Годдард, Соня Ланнамен (эстафета 4×100 м, женщины)
- Линси Макдональд, Мишель Проберт, Джослин Хойт-Смит, Донна Хартли (эстафета 4×400 м, женщины)
- Энтони Уиллис (бокс, до 63,5 кг)
- Артур Мапп (дзюдо, абсолют)
- Чарльз Уиггин, Малкольм Кармайкл (академическая гребля, двойки распашные без рулевого, мужчины)
- Джон Битти, Иан Макнафф, Дэвид Таунсенд, Мартин Кросс (академическая гребля, четвёрки распашные без рулевого, мужчины)
- Гэри Абрахам, Данкан Гудхью, Дэвид Лоу, Мартин Смит (плавание 4×100 м, комбинированная эстафета, мужчины)

## Результаты соревнований

### Академическая гребля
В следующий раунд из каждого заезда проходили несколько лучших экипажей (в зависимости от дисциплины). В финал A выходили 6 сильнейших экипажей, ещё 6 экипажей, выбывших в полуфинале, распределяли места в малом финале B
Мужчины
| Соревнование | Спортсмены                      | Предварительный заезд | Предварительный заезд | Предварительный заезд | Отборочный заезд | Отборочный заезд | Отборочный заезд | Полуфинал | Полуфинал | Полуфинал | Финал   | Финал   | Итоговое место |
| Соревнование | Спортсмены                      | Заезд                 | Время                 | Место                 | Заезд            | Время            | Место            | Заезд     | Время     | Место     | Время   | Место   | Итоговое место |
| ------------ | ------------------------------- | --------------------- | --------------------- | --------------------- | ---------------- | ---------------- | ---------------- | --------- | --------- | --------- | ------- | ------- | -------------- |
| одиночки     | Хью Мэтисон                     | 1                     | 7:53,22               | 1 Q                   | не участвовал    | не участвовал    | не участвовал    | 1         | 7:21,05   | 3 QA      | Финал A | Финал A | 6              |
| одиночки     | Хью Мэтисон                     | 1                     | 7:53,22               | 1 Q                   | не участвовал    | не участвовал    | не участвовал    | 1         | 7:21,05   | 3 QA      | 7:20,28 | 6       | 6              |
| двойки       | Чарльз Уиггин Малкольм Кармайкл | 2                     | 7:30,57               | 2 Q                   | не участвовали   | не участвовали   | не участвовали   | 1         | 6:51,47   | 2 QA      | Финал A | Финал A | 3              |
| двойки       | Чарльз Уиггин Малкольм Кармайкл | 2                     | 7:30,57               | 2 Q                   | не участвовали   | не участвовали   | не участвовали   | 1         | 6:51,47   | 2 QA      | 6:51,47 | 3       | 3              |